# Коконопряд пушистый

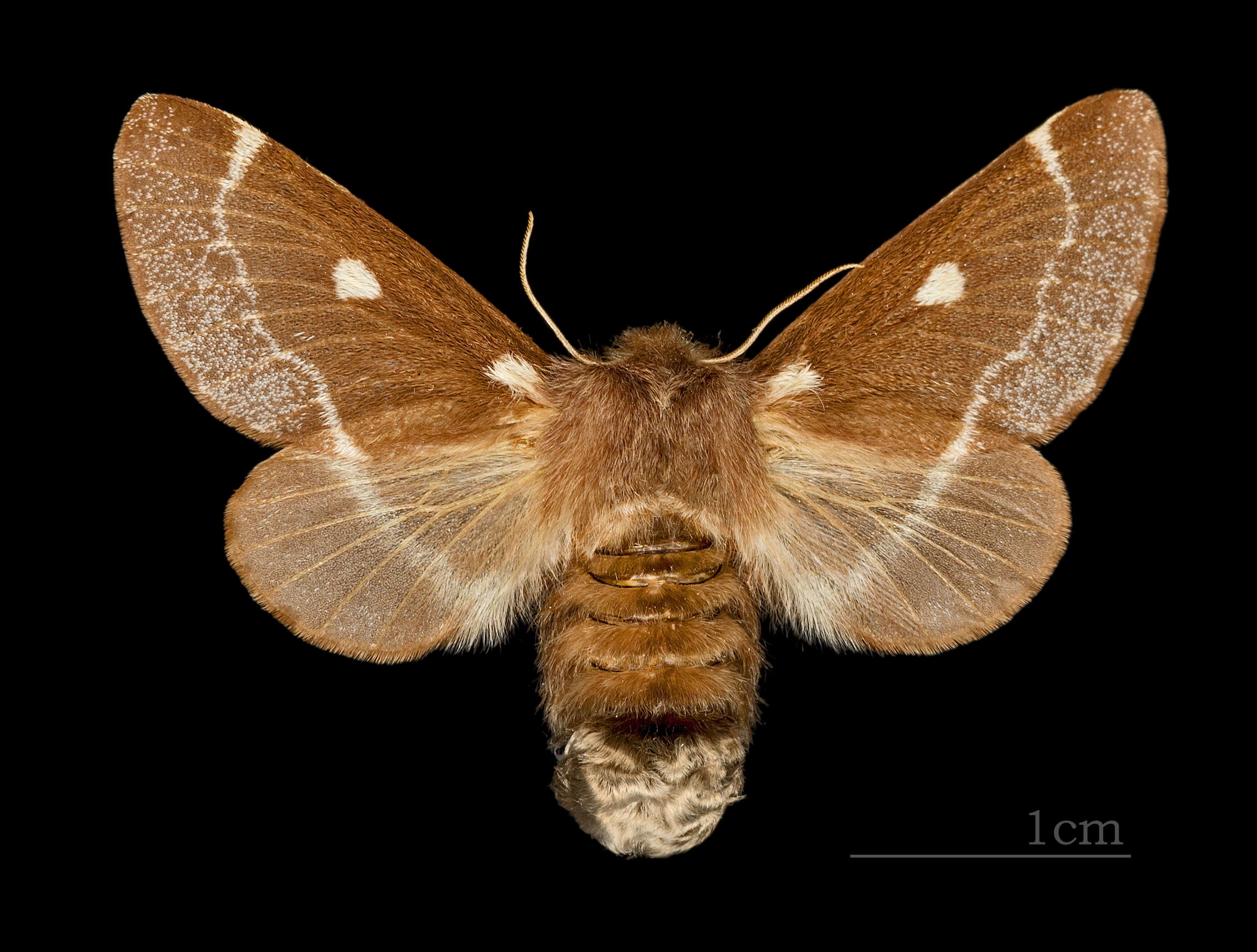
Самка

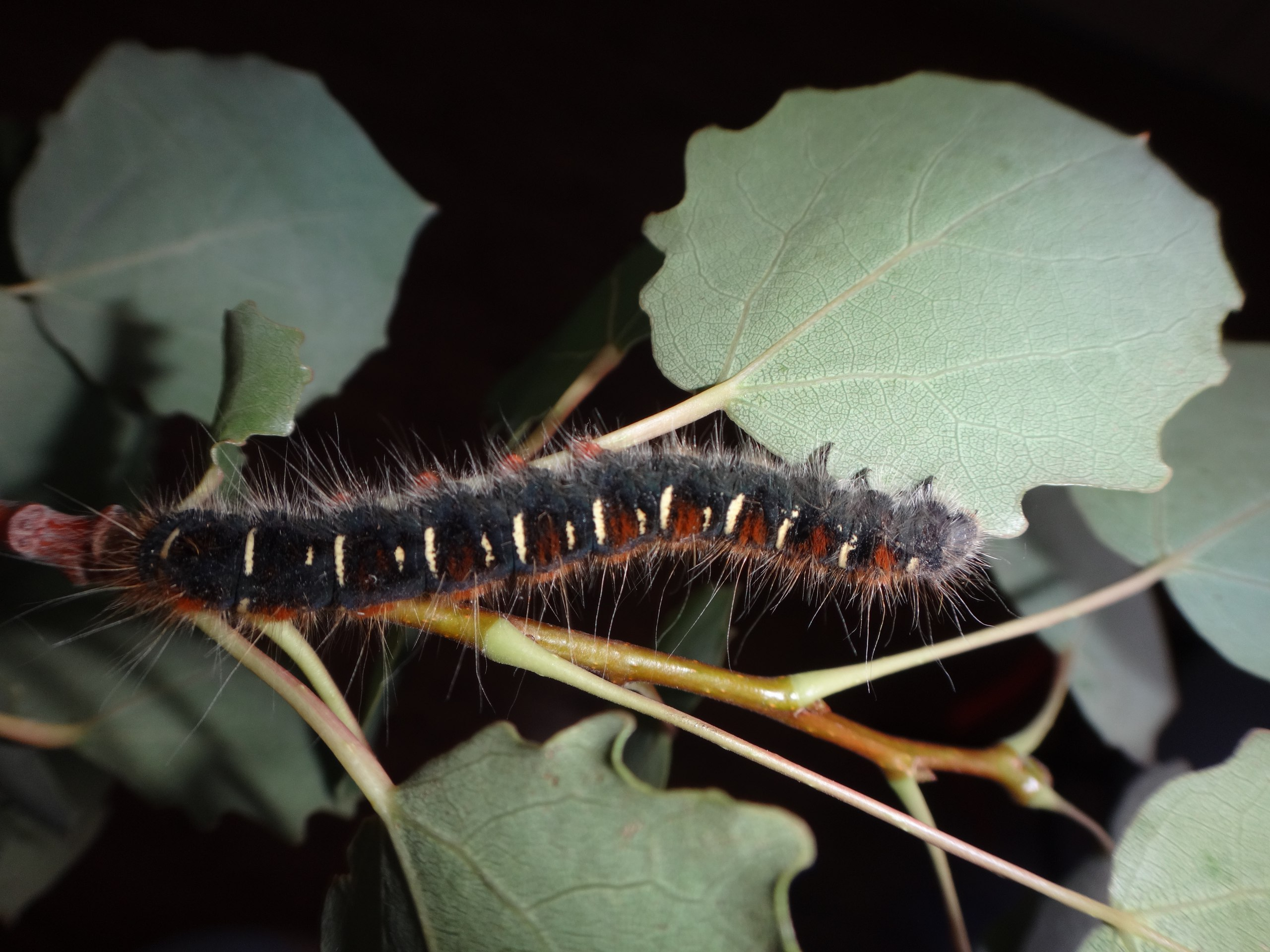
Гусеница

Коконопряд пушистый (лат. Eriogaster lanestris) — вид небольших бабочек из семейства коконопрядов, распространённых по всей Палеарктике.

## Описание

### Имаго
Самка значительно крупнее самца. Размах крыльев бабочек до 40 мм у самок и до 33 мм у самцов. Основной фон крыльев красно-бурый. Передние крылья с извилистой поперечной белой полосой вблизи наружного края. У основания крыльев и у их середины — по белому пятну. Задние крылья светлее передних, беловатая поперечная полоса посередине более тусклая. Полоска как бы является продолжением полосы передних крыльев. Вершина брюшка самки покрыта подушечкой из буровато-серых волосков, отчего бабочка и получила свое название.

### Яйцо
Яйца бочонкообразные, размером 1,3×0,8 мм, буровато-серые, бесструктурные, располагаются стоймя неплотной спиралью, длиной 2—4 см, до 1 см в поперечнике, на веточках тополя, осины, ивы. С поверхности яйцекладки прикрыты волосками с брюшка самки настолько густо, что не видно отдельных яичек. В яйцекладке до 350 яичек. В целом яйцекладка напоминает отцветшую серёжку осины.

### Гусеница
Гусеница длиной до 5,5 см, вся покрыта густыми волосками, чёрная или синевато-чёрная с двумя рядами тёмно-жёлтых или рыжих бородавочек, идущих по спинке от головы до конца тела; ниже на каждом кольце по три белых точки.

### Куколка
Куколка охряно-жёлтая, длиной до 2,3 см, окукливается под подстилкой в крепком бочонкообразном коконе беловатого или желтоватого цвета, длиной до 2,5 см.

## Жизненный цикл
Гусеницы появляются весной, когда распускаются почки на деревьях, живут группами до 250 особей в большом паутинном гнезде, покидая его на время кормёжки. Развитие гусениц длится до июля, после чего они окукливаются в лесной подстилке в плотном коконе и так зимуют, иногда уходя в супердиапаузу до 8 лет. Бабочки появляются с марта по май, изредка встречаются в октябре. На свет прилетают до 22:00. Имаго не питается.

## Ареал
Вид широко распространён в лесостепной и степной зонах Европы, европейской части стран бывшего СССР и в Сибири.

## Кормовые растения гусениц
Берёза, ольха, лещина, ива, тополь, осина, шиповник, яблоня, рябина, боярышник, тёрн, слива, липа, бобовник, голубика и другие древесные лиственные породы.